# حديقة جسر بروكلين
حديقة جسر بروكلين هي حديقة عامة مساحتها 85 فدان (360,000 م2) على ضفة بروكلين لنهر إيست في نيويورك. تمتد 1.3 ميل من الجادة الأطلسية إلى جسر مانهاتن، وتضم أرصفة تاريخية ومناطق لعب وتطويرات سكنية. بُنيت على موقع صناعي سابق، وبدأ تخطيطها عام 2002، وافتتح أول قسم منها (الرصيف 1) عام 2010، واكتملت عام 2021. أثار تمويلها عبر وحدات سكنية نزاعات قضائية، وتشرف عليها مؤسسة غير ربحية. تخدمها وسائل نقل متعددة تشمل المترو والحافلات والعبارات.

## التخطيط
في 1984، بعد إغلاق عمليات الشحن بالواجهة المائية، قررت هيئة الميناء بيع الأرصفة الخالية للتطوير التجاري. كردّ، تأسست منظمة أصدقاء رصيف فولتون فيري غير الربحية عام 1985، مقدّمة فكرة إنشاء حديقة جسر بروكلين. تقدّرت قيمة أراضي الأرصفة 1–6 بحوالي87 فدانًا بمليارات الدولارات. اختلفت الرؤى هيئة الميناء خطّطت لتطوير سكني 2,200–8,800 وحدة محاط بحديقة 20 فدانًا، بينما طالبت جمعية بروكلين هايتس بحديقة مهيمنة 43 فدانًا. في 1989، تطوّر أصدقاء فولتون فيري إلى ائتلاف حديقة جسر بروكلين المعروف حاليًا بـ مؤسسة الحديقة . ضغط الائتلاف لإنشاء هيئة خاصة لإدارة الموقع، رغم معارضة البعض لـ"بعد الموقع عن الأحياء السكنية". بحلول 1998، شكّلت حكومة بروكلين "هيئة التطوير المحلي" لوضع خطة للحديقة، وسط خلافات حول دور المؤسسة وتفاصيل التصميم. رُفضت خطط المطور ديفيد والنتاس التجارية عام 1999، ووافقت هيئة الميناء عام 2000 على استخدام الأرصفة كحديقة.
أبرز الخلافات دارت حول تمويل الحديقة عبر وحدات سكنية فاخرة دعمها البعض كمصدر تمويل، بينما عارضها آخرون كـمبدأ خطير يُحوّل المتنزهات العامة إلى خاصة. إدراج كاروسيل جين التاريخي اشتراه والنتاس عام 1984، ورغب في وضعه بالحديقة، لكن سكانًا فضّلوا مساحات هادئة. وُافق على المشروع لاحقًا، وافتُتح عام 2011.

## التصميم
توجت جهود التطوير بنشر "الخطة الرئيسية التوضيحية" لـحديقة جسر بروكلين في سبتمبر 2000. في يناير 2001، أعلن حاكم نيويورك جورج باتاكي تخصيص 87 مليون دولار من إجمالي 150 مليون دولار كتكلفة متوقعة، بالتزامن مع استكمال شراء آخر قطعة أرض 1.16 فدان للحديقة. في مايو 2002، وقّع الحاكم والعمدة بلومبرغ مذكرة تفاهم لإنشاء وتطوير الحديقة على مساحة 85 فدانًا، وشكّلت المذكرة هيئة تطوير الحديقة بي بي بَي دي سي . خُصص 360 مليون دولار للتطوير، مع اشتراط تحقيق اكتفاء مالي ذاتي للصيانة عبر عوائد التطوير التجاري والسكني داخل الموقع. التصميم المبكر نفّذ مهندسو المناظر الطبيعية بمدينة نيويورك المرحلتين الأولى والثانية. التصميم الشامل في 2004، عُيّنت شركة مايكل فان فالكينبيرغ لوضع خطة رئيسية شاملة تضمّنت عناصر طبيعية تلال، قنوات، مستنقعات. مرافق ترفيهية ملاعب، مناطق تجديف، ممشى مائي. مشاريع سكنية وفندقية عند أطراف الحديقة.
واجهت الخطة معارضة قوية عام 2006 من صندوق الدفاع عن الحديقة ونادي سييرا بسبب الإسكان داخل الحديقة، لكن المحكمة رفضت الدعوى قائلة المواقع لم تُخصّص أصلاً كأراضي حدائق عامة. عُدّلت الخطة العامة عام 2010، ووقّعت مذكرة تفاهم جديدة عام 2011 لتمويل إضافي. مع تأكيد تمويل صيانة الحديقة عبر مدفوعات بدل الضرائب من التطورات السكنية والتجارية المجاورة.

### البناء
بدأ البناء عام 2007 بهدم مبنى الشراء المخزن أسفل جسر بروكلين، وانطلقت أعمال الحديقة الفعلية في 28 يناير 2008 باستخدام تربة معاد تدويرها من موقع مركز التجارة العالمي. كشفت الحفريات في الرصيف 1 عن آثار لشركة طحن تعود للقرن 19، واستُخدمت مواد فائضة من مشاريع جسر ويليس وجسر روزفلت آيلاند. وُصفت الحديقة بأنها "أهم فضاء عام" يُبنى في بروكلين     منذ قرن.

#### - 2010
- أُغلقت حديقة إمباير-فولتون فيري للترميم ونُقلت لإدارة الحديقة. افتُتحت أول 6 فدان في الرصيف 1 ممرات مائية، ملعب، مروج. تبعها 12 فدانًا في الرصيف 6 ملاعب كرة طائرة، مناطق طبيعية.

#### - 2011-2016
- أعيد افتتاح قسم إمباير-فولتون مع كاروسيل جين سبتمبر 2011. فازت الحديقة بجائزة رودي برونر للتميز الحضري 2011. افتتاح متسلسل الرصيف 5 (2012)، الرصيف 3 /2013، الرصيفين 2 و4 /2014. توسعة مين ستريت بارك أغسطس 2015. افتتاح مارينا ون 15 /أبريل 2016.

### الإكمال النهائي
- بحلول 2018، اكتمل 90% من الحديقة.
- افتتاح "ساحة إيميلي وارن روبلينغ" (ديسمبر 2021) كآخر قسم.

## العمليات والتطورات
بدأ العمل على بناء جناح دخول جديد عند الرصيف 1 في يوليو 2023، وافتتح ميدان تزلج مؤقت باسم غلايد  في الحديقة في ديسمبر من نفس العام. بعد اكتمال الحديقة، نشر مايكل فان فالكينبيرغ كتابًا عن تطورها في عام 2024. وأشار الناقد المعماري جاستن ديفيدسون في مجلة كيربد إلى أن نجاح الحديقة يعود جزئيًا لاستمرار مشاركة فان فالكينبيرغ فيها حتى بعد اكتمالها، مشيرًا إلى أن عناصر التصميم الطبيعي دُمجت لجعل الحديقة مهيبة لكنها غير متكلفة، غير رسمية لكنها مصممة بدقة عالية، وقوية بما يكفي لتحمل الزحام والطقس القاسي. وقتها، بلغ عدد زوار الحديقة السنوي 5 ملايين زائر، ثلثهم فقط من سكان الحي المحيط. وفي سبتمبر 2024، تقدم مشغل مرسى الحديقة بطلب لحمايته من الإفلاس بموجب الفصل 11 من قانون الإفلاس الأمريكي، بينما افتُتح جناح الرصيف 1 في أبريل 2025.

## أقسام منتزه جسر بروكلين
منتزه جسر بروكلين 85 فدانًا يمتد على واجهة نهر إيست في بروكلين. ينقسم إلى 11 قسمًا رئيسيًا .
1. الرصيف 1 وميناء فولتون.
- أول قسم مفتوح 2010، يحتوي على مروج منطقة ملحية منصة جرانيتية.    
- جسر سكويب المعلق 450 قدمًا، أعيد بناؤه عام 2020.  
- أبراج سكنية وفندقية بيرهوس، 1 فندق تمول صيانة المنتزه.
2. الرصيف 2
- أنشطة رياضية مثل ملاعب كرة سلة هاندبول بوتشيتزلج.  
- برنامج كاياك مجاني صيفي.
3. الرصيف 3
- تلال اصطناعية 20-30 قدمًا لعزل ضوضاء طريقبي كيو إي السريع.
- متاهة مرايا ومنحوتات عامة.
4. الرصيف 4
- محمية طبيعية بسبع برك مدّية وجزيرة الطيور.  
- جذب للحياة البرية المحلية مثل خنفساء الدعسوقة.
5. الرصيف 5
- ملاعب رياضية متعددة كرة قدم لاكروس كريكت.  
- مرسى 1-15 مارينا  100 مرسى ومنصة صيد.
6. الرصيف 6  
- 4 ملاهي أطفال وادي الأراجيح قرية الرمل.  
- مشاريع سكنية ذا لاندينج، كواي تاور تموّل الصيانة.
7. شارع مين
- منطقة تسلق الأكبر في أمريكا الشمالية.
- حديقة جون ستريت مع مستنقع ملحي.
8. إمباير-فولتون فيري
- مستودعات إمباير تحولت لمتاجرومطاعم مثل تايم آوت ماركت.  
- سكة التبغ مسرح سانت آنز ويرهاوس.  
- كروزل جين في جناح زجاجي.

## النقل
- مترو الأنفاق محطة شارع كلارك .
- العبارات  رصيفي 1 و6.
- الحافلات بي25، بي61، بي63.

## معرض الصور

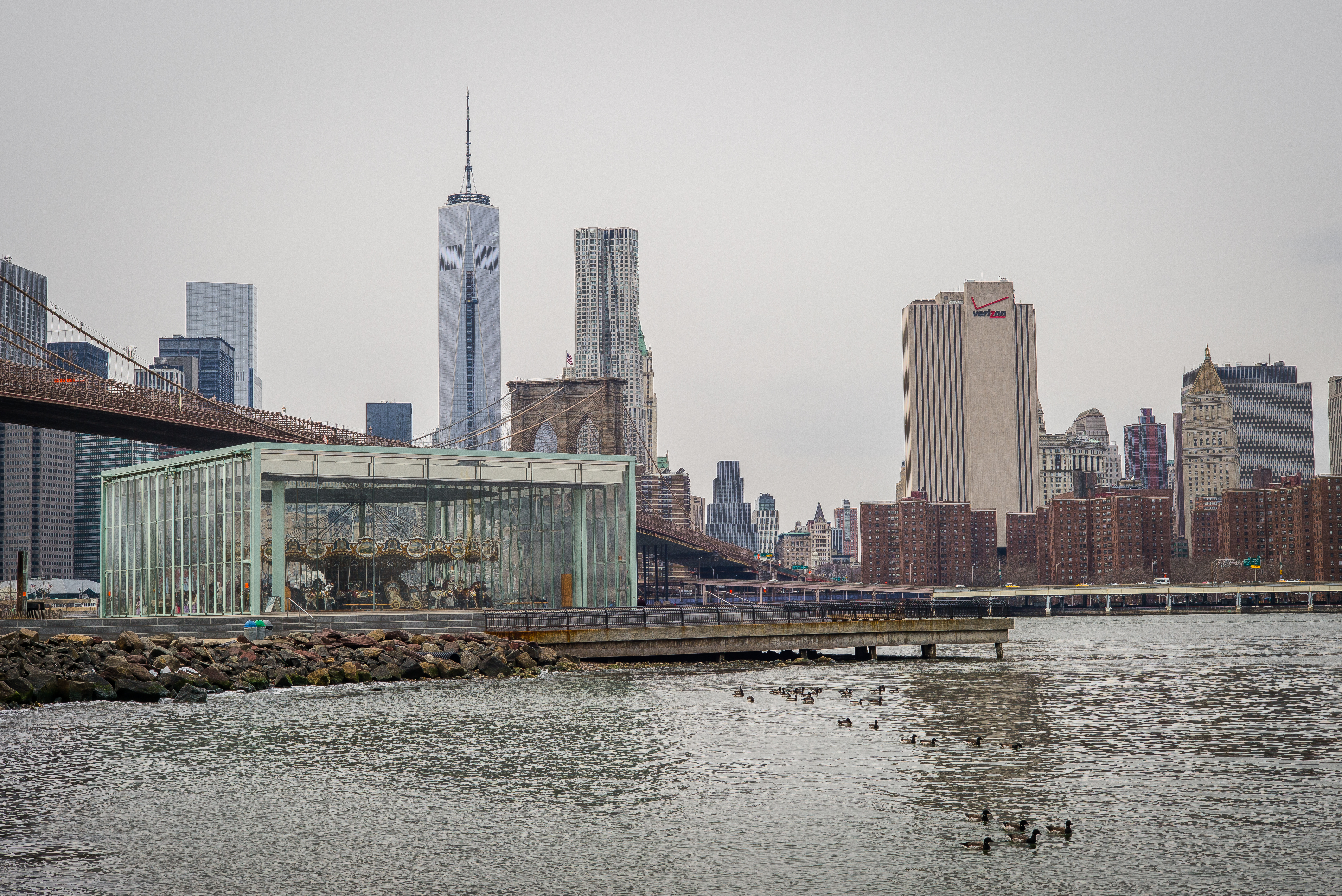
كروزل جين تحت جسر مانهاتن
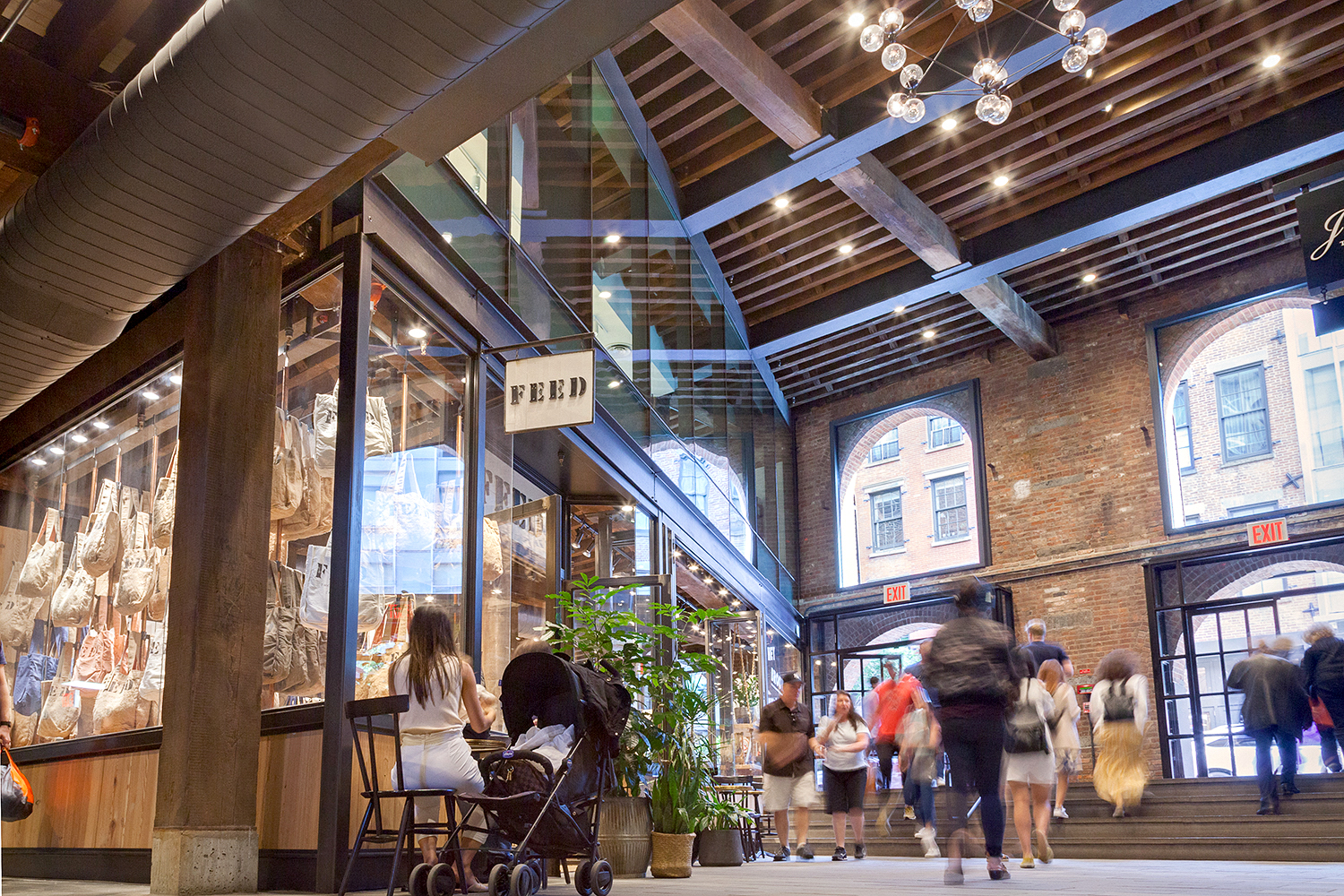
ساحة مستودعات إمباير
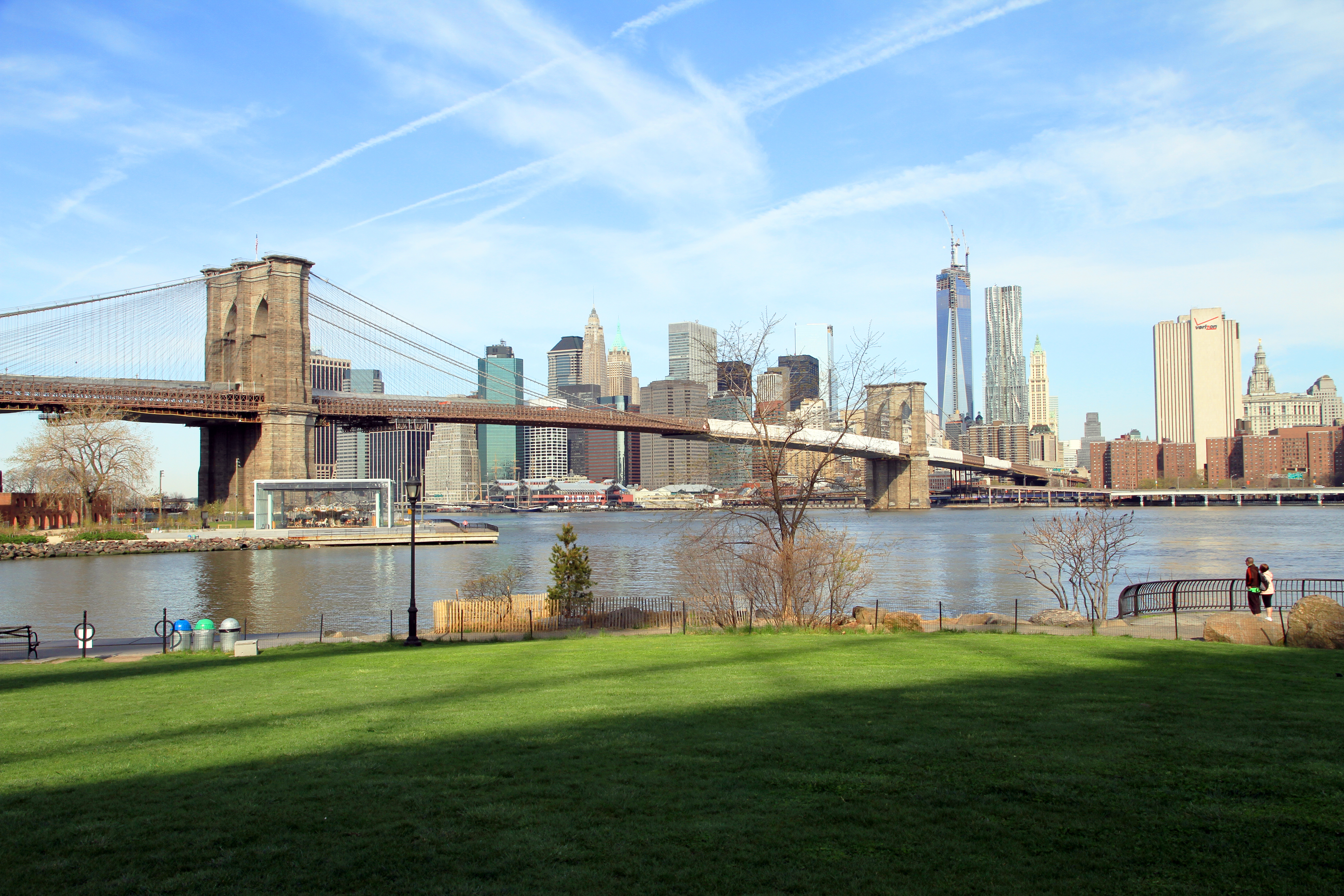
منظر جسر بروكلين
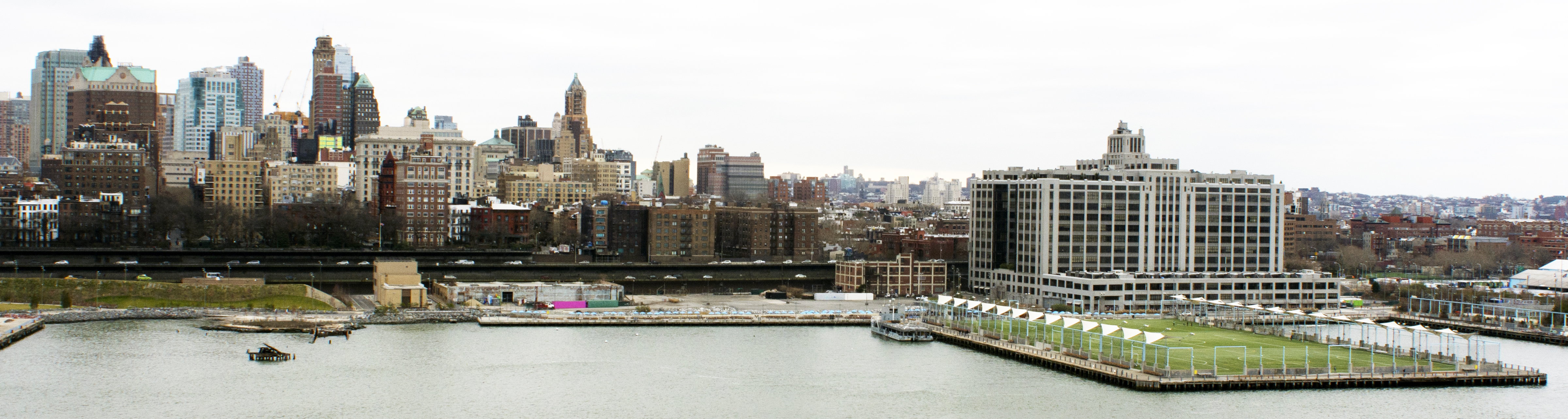
الواجهة البحرية ليلاً